# Mollia patellaria
Mollia patellaria är en mossdjursart som först beskrevs av Karl von Moll 1803.  Mollia patellaria ingår i släktet Mollia och familjen Microporidae. Inga underarter finns listade i Catalogue of Life.